# Серпій увінчаний
Серпі́й уві́нчаний (Serratula coronata, L.; Serratula wolfii, Andrae) — багаторічна трав'яниста рослина родини айстрових (складноцвітих). Серпій увінчаний росте на сухих луках, по узліссях, серед чагарників.

## Морфологія
Стебла прямостоячі розгалужені, гранисті й ребристо-борозенчасті, пурпуруваті, до 150 см заввишки. Листки чергові, черешкові (нижні) або майже сидячі (верхні), перистороздільні до розсічених, з 3—7 парами яйцеподібно- або видовженоланцетних бічних сегментів і більшим за них верхівковим; зверху голі, темно-зелені, зісподу — світліші; сегменти листків гострокінцеві, нерівнозубчасті, з відтягнутими на кінці в коротеньке білувате вістря зубцями, по всьому краю пилчасто-жорсткі. Квітки трубчасті, пурпурові, зібрані в кошики, розташовані на кінцях головних гілок по 1—2; крайові квітки більші, функціонально маточкові, з три-чотири-роздільним відгином, серединні — двостатеві, з п'ятироздільним відгином. Цвіте з липня до вересня. Плід — сім'янка.

## Лікарські властивості
Для виготовлення галенових лікарських форм використовують траву серпію, яку заготовляють під час цвітіння рослини. Після сушіння грубі частини стебел відкидають. Рослина неофіцинальна.
У траві серпію містяться алкалоїди (сліди) і значна кількість аскорбінової кислоти (у свіжому листі до 120 мг %).
У народній медицині серпій увінчаний визнають як засіб, що має в'яжучі, протизапальні, жарознижувальні, жовчогінні, протиблювотні й седативні властивості.
Настій трави дають усередину при хворобах шлунка, блюванні, проносі, жовтяниці, геморої, гарячці, недокрів'ї та психічних захворюваннях.
Внутрішньо — настій трави (2 чайні ложки сухої трави настояти 3—4 години на 250 мл окропу) пити по 1 ст. ложці тричі на день після їди.